# Vehlitz
Vehlitz is een plaats in de Duitse deelstaat Saksen-Anhalt, en maakt sinds het 1-1-2005 deel (Ortsteil) uit van de stad Gommern in de Landkreis Jerichower Land. Tot die datum was Vehlitz een gemeente.
Vehlitz telt 360 inwoners.